# David Coulthard
David Marshall Coulthard, MBE (Twynholm, 27 de março de 1971) é um ex-automobilista escocês.
Em 2012, Coulthard entrou para o Guinness Book com o homem que percorreu a maior distância com um carro antes de capturar uma bola de golfe em pleno voo. Guiando uma Mercedes-Benz SLS AMG Roadster, manteve a velocidade de 200 km/h enquanto Jake Shepherd, um golfista profissional, deu a tacada, interceptada por Coulthard a 275 metros do ponto de partida.

## Carreira na Fórmula 1

### Williams (1994-1995)

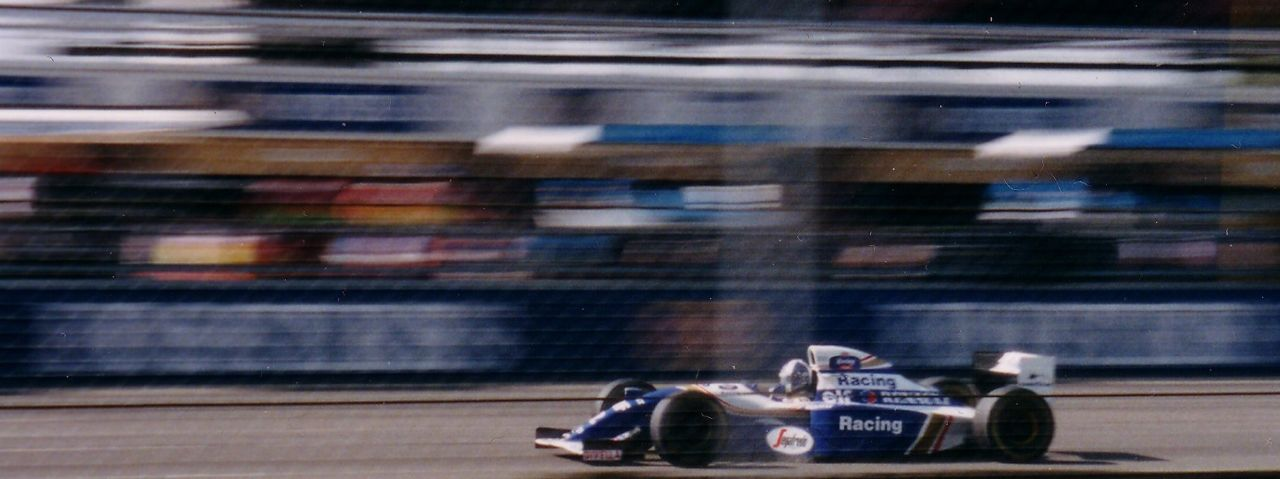
Coulthard pilotando o Williams FW16 Renault no GP da Grã-Bretanha de 1994

Estreou na categoria em 1994, após o falecimento do tricampeão Ayrton Senna, na equipe Williams. Fez uma temporada regular em seu primeiro ano, um modesto 8º lugar, correndo apenas metade das provas. No ano de 1995, ainda na Williams, Coulthard teve a chance de brigar por vitórias diversas vezes. Fez 5 poles, mas apenas em 1 corrida, em Portugal, conseguiu assegurar o lugar mais alto do pódio, sendo assim o piloto mais jovem na época a conseguir um hat-trick (pole + vitória + volta mais rápida), marca superada por Sebastian Vettel em 2009.

### McLaren (1996-2004)

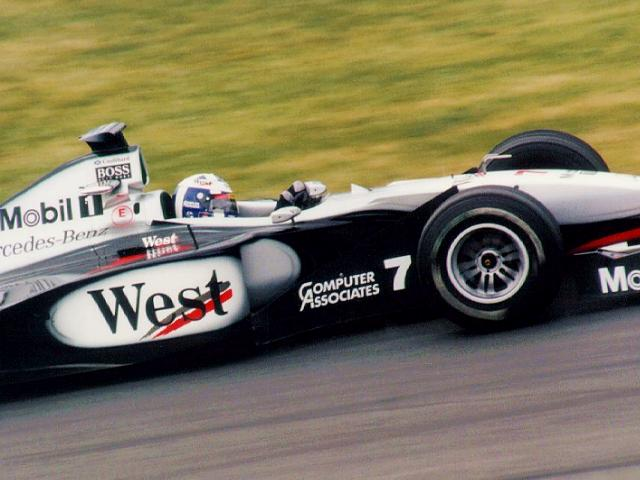
McLaren MP4-13 Mercedes de 1998

Na temporada de 1996, se transferiu para a McLaren, onde venceu suas outras 12 corridas. Na Mclaren, Coulthard encontrou o finlandês Mika Häkkinen, seu companheiro de equipe por muitos anos. Ainda pela McLaren, obteve seu melhor resultado na categoria sendo vice-campeão de 2001. Em 2002, com a aposentadoria de Häkkinen, a McLaren contrata o também finlandês Kimi Räikkönen, para formar dupla com Coulthard. Em 2004, após 9 temporadas pela equipe inglesa, Coulthard se despede da equipe e assina com a recém criada Red Bull Racing

### RBR: 2005-2008

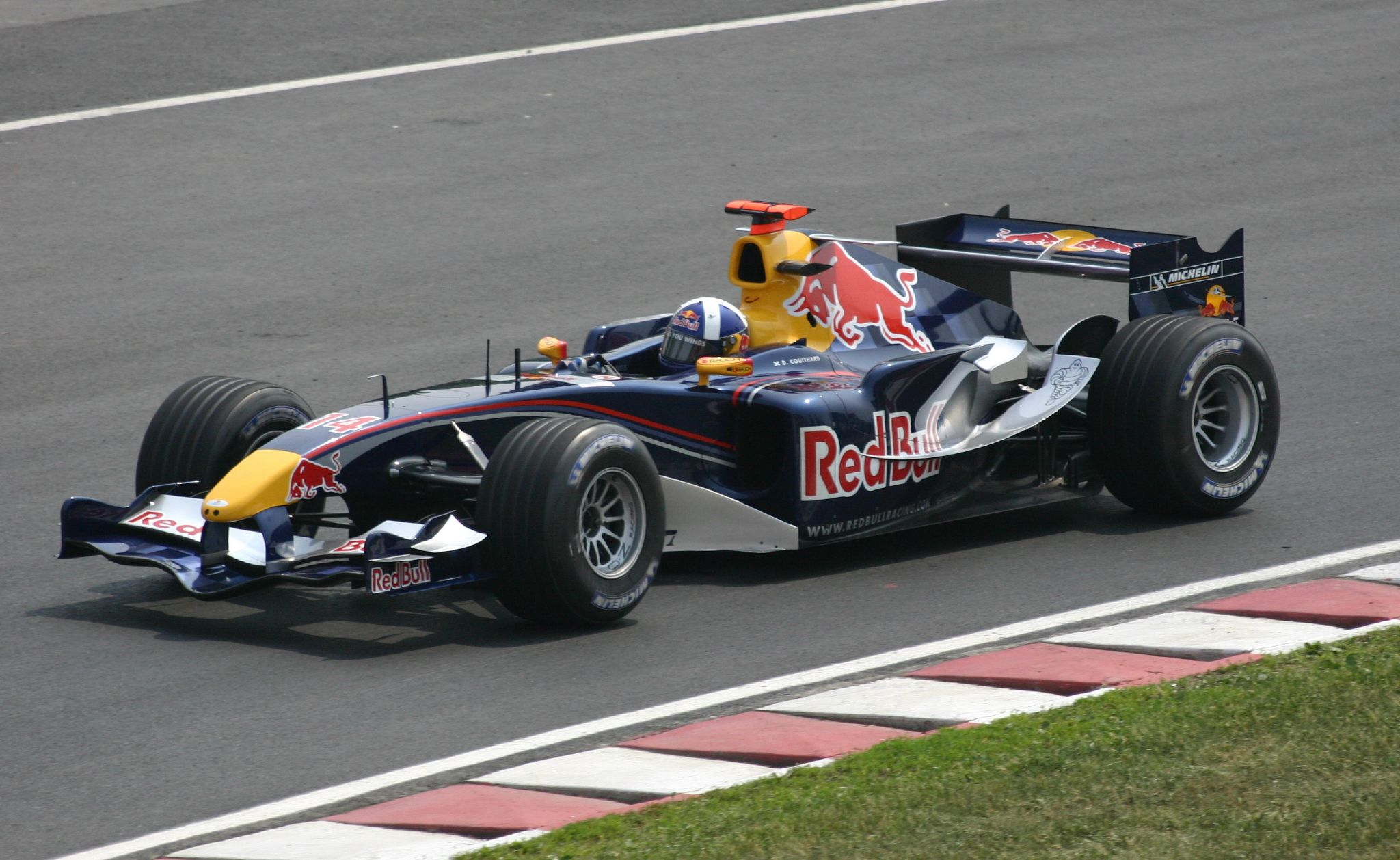
Red Bull RB1 Cosworth em 2005

Em 2005 assume um lugar na Red Bull Racing, que estreava na categoria. Nos 3 anos em que esteve na equipe,Coulthard cravou seu nome como o primeiro grande piloto da Red Bull, tendo como principal marco a conquista do primeiro pódio da equipe no GP de Mônaco em 2006, quando o piloto subiu ao pódio (3º lugar) a vestir a capa de Superman para receber o troféu.
O escocês renovou seu contrato com a Red Bull pela última vez para disputar a temporada de 2008 com o motor Renault. No dia 3 de julho de 2008, ele anunciou oficialmente sua aposentaria para depois do GP Brasil, no dia 4 de novembro, que foi o último daquele ano. Naquela oportunidade, foi homenageado pelos outros pilotos do circuito durante o fim de semana e deixou a corrida após se envolver em um acidente sem gravidade logo depois da largada, assistindo de fora o final emocionante que conferiu ao também britânico Lewis Hamilton seu primeiro título de F1 sobre o brasileiro Felipe Massa.

## Outras categorias

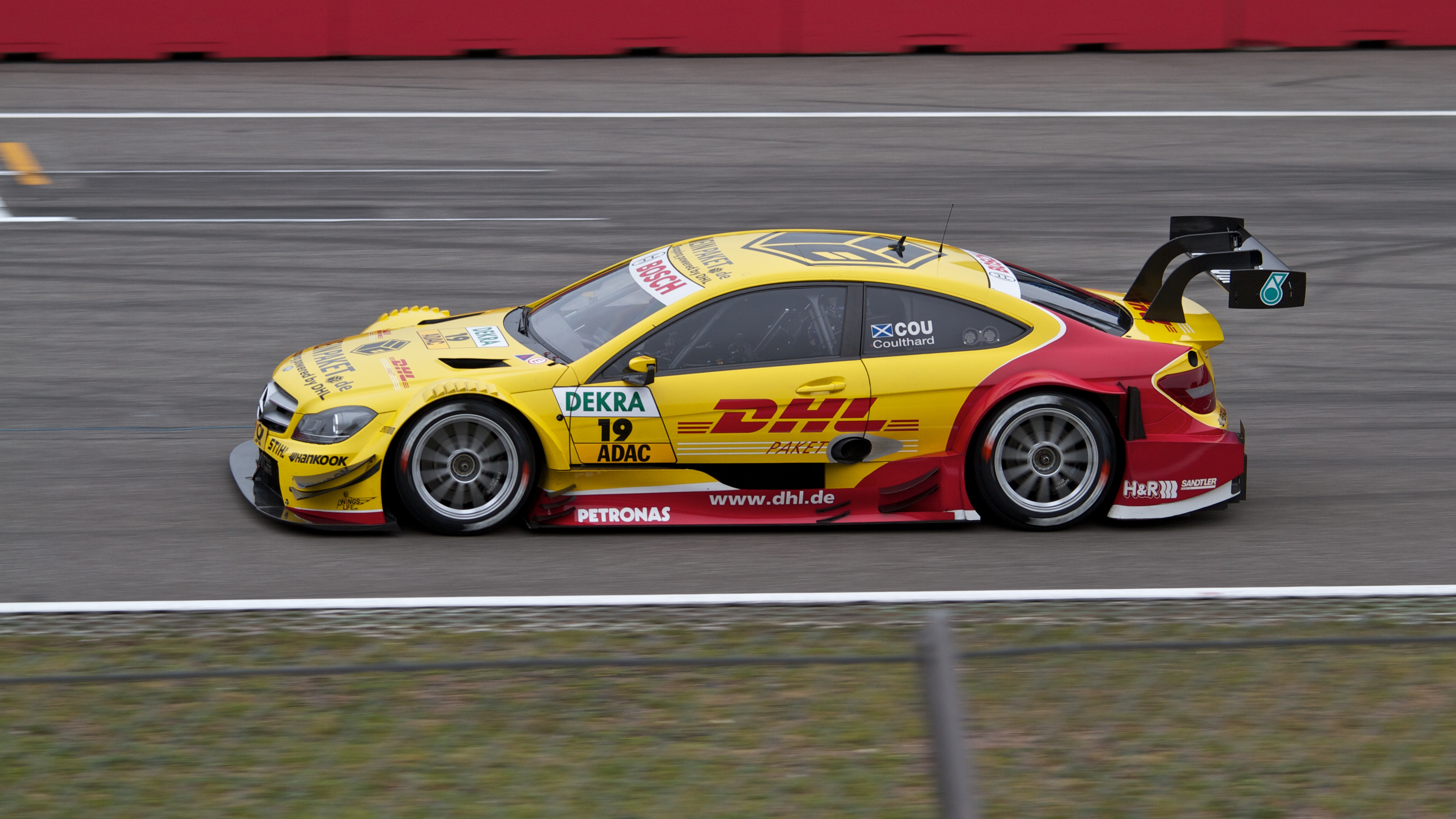
Coulthard na DTM em 2012.

Em 3 de abril de 2010, Coulthard foi anunciado como piloto da equipe Mucke na DTM. Disputou a categoria até o ano de 2012.

## Susto
Terça, 2 de maio de 2000, o escocês David Coulthard escapou ileso de um acidente com seu avião particular em Lyon, na França. Coulthard estava acompanhado de sua noiva, a modelo norte-americana Heidi Wichlinski, e de seu preparador físico, o inglês Andrew Matthews. Piloto e co-piloto do jato Learjet prefixo G-MURI morreram no impacto.
O jatinho decolou do aeroporto de Farnborough, na periferia de Londres, por volta das 13h30 (8h30 de Brasília). O destino era a cidade de Nice, no sul da França, de onde Coulthard seguiria de carro até Mônaco, onde mora. Pouco após as 14h, com problemas de motor, o piloto entrou em contato com o aeroporto de Lyon solicitando os procedimentos para um pouso de emergência. Às 14h30, quando tentava o pouso, o avião se chocou violentamente contra a pista. A área da cabine foi destruída com o impacto. Coulthard, Matthews e Heidi, os únicos passageiros, conseguiram escapar por uma janela antes que o Learjet se incendiasse.
"O avião estava muito perto de pousar quando perdeu o controle. Tocou a pista com o trem de pouso, mas então desequilibrou-se e a asa esquerda se chocou contra o solo", afirmou Bernard Chaffange, diretor do aeroporto. "Então, rodou e acabou batendo com o bico em um morro". O princípio de incêndio no jatinho foi rapidamente controlado pelos bombeiros que já estavam de prontidão ao lado da pista.
"Obviamente estou aliviado por ter saído ileso junto com Heidi e Andy, mas quero expressar meus mais profundos sentimentos às famílias dos dois pilotos", disse Coulthard, em um comunicado emitido pela McLaren. "Não é a hora apropriada para comentar detalhes, mas fomos muito felizes de sair andando do acidente".  Os três sobreviventes foram levados imediatamente ao hospital Edouard Herriot, em Lyon.
Na tarde de quarta-feira, Coulthard recebeu a liberação médica de Sid Watkins, neurocirurgião da Fórmula 1 para poder pilotar o final de semana na pista espanhola.
Por ter decidido correr em Barcelona e conquistado o 2º lugar na prova, Coulthard deixou o autódromo como o grande herói do final de semana.

## Todos os Resultados de David Coulthard na Fórmula 1
(legenda) (Corrida em negrito indica pole position e corridas em itálico indica volta mais rápida)
| Ano  | Nome Oficial da Equipe    | Chassis         | Motor        | Pneus | 1       | 2       | 3       | 4       | 5       | 6       | 7       | 8       | 9       | 10      | 11      | 12      | 13      | 14      | 15      | 16      | 17      | 18      | 19     | Pontos | Posição |
| ---- | ------------------------- | --------------- | ------------ | ----- | ------- | ------- | ------- | ------- | ------- | ------- | ------- | ------- | ------- | ------- | ------- | ------- | ------- | ------- | ------- | ------- | ------- | ------- | ------ | ------ | ------- |
| 2008 | Red Bull Racing           | Red Bull RB4    | Renault V8   | B     | AUS Ret | MAL 9º  | BHR 18º | ESP 12º | TUR 9º  | MON Ret | CAN 3º  | FRA 9º  | GBR Ret | ALE 13º | HUN 11º | EUR 17º | BEL 11º | ITA 16º | CIN 7º  | JAP Ret | CHN 10º | BRA Ret |        | 8      | 16º     |
| 2007 | Red Bull Racing           | Red Bull RB3    | Renault V8   | B     | AUS Ret | MAL Ret | BHR Ret | ESP 5º  | MON 14º | CAN Ret | EUA Ret | FRA 13º | GBR 11º | EUR 5º  | HUN 11º | TUR 10º | ITA Ret | BEL Ret | JAP 4º  | CHN 8º  | BRA 9º  |         |        | 14     | 10º     |
| 2006 | Red Bull Racing           | Red Bull RB2    | Ferrari V8   | M     | BHR 10º | MAS Ret | AUS 8º  | SMR Ret | EUR Ret | ESP 14º | MON 3º  | GBR 12º | CAN 8º  | EUA 7º  | FRA 9º  | ALE 11º | HUN 5º  | TUR 15º | ITA 12º | CHN 9º  | JAP Ret | BRA Ret |        | 14     | 13º     |
| 2005 | Red Bull Racing           | Red Bull RB1    | Cosworth V10 | M     | AUS 4º  | MAL 6º  | BHR 8º  | SMR 11º | ESP 8º  | MON Ret | EUR 4º  | CAN 7º  | EUA DNS | FRA 10º | GBR 13º | ALE 7º  | HUN Ret | TUR 7º  | ITA 15º | BEL Ret | BRA Ret | JAP 6º  | CHN 9º | 24     | 12º     |
| 2004 | West McLaren-Mercedes     | McLaren MP4/19  | Mercedes V10 | M     | AUS 8º  | MAL 6º  | BHR Ret | SMR 12º | ESP 10º | MON Ret | EUR Ret | CAN 6º  | EUA 7º  |         |         |         |         |         |         |         |         |         |        | 24     | 10º     |
| 2004 | West McLaren-Mercedes     | McLaren MP4/19B | Mercedes V10 | M     |         |         |         |         |         |         |         |         |         | FRA 6º  | GBR 7º  | ALE 4º  | HUN 9º  | BEL 7º  | ITA 6º  | CHN 9º  | JAP Ret | BRA 11º |        | 24     | 10º     |
| 2003 | West McLaren-Mercedes     | McLaren MP4/17D | Mercedes V10 | M     | AUS 1º  | MAL Ret | BRA 4º  | SMR 5º  | ESP Ret | AUT 5º  | MON 7º  | CAN Ret | EUR 15º | FRA 5º  | GBR 5º  | ALE 2º  | HUN 5º  | ITA Ret | EUA Ret | JAP 3º  |         |         |        | 51     | 7º      |
| 2002 | West McLaren-Mercedes     | McLaren MP4/17  | Mercedes V10 | M     | AUS Ret | MAL Ret | BRA 3º  | SMR 6º  | ESP 3º  | AUT 6º  | MON 1º  | CAN 2º  | EUR Ret | GBR 10º | FRA 3º  | ALE 5º  | HUN 5º  | BEL 4º  | ITA 7º  | EUA 3º  | JAP Ret |         |        | 41     | 5º      |
| 2001 | West McLaren-Mercedes     | McLaren MP4/16  | Mercedes V10 | B     | AUS 2º  | MAL 3º  | BRA 1º  | SMR 2º  | ESP 5º  | AUT 1º  | MON 5º  | CAN Ret | EUR 3º  | FRA 4º  | GBR Ret | ALE Ret | HUN 3º  | BEL 2º  | ITA Ret | EUA 3º  | JAP 3º  |         |        | 65     | 2º      |
| 2000 | West McLaren-Mercedes     | McLaren MP4/15  | Mercedes V10 | B     | AUS Ret | BRA DSQ | SMR 3º  | GBR 1º  | ESP 2º  | EUR 3º  | MON 1º  | CAN 7º  | FRA 1º  | AUT 2º  | ALE 3º  | HUN 3º  | BEL 4º  | ITA Ret | EUA 5º  | JAP 3º  | MAL 2º  |         |        | 73     | 3º      |
| 1999 | West McLaren-Mercedes     | McLaren MP4/14  | Mercedes V10 | B     | AUS Ret | BRA Ret | SMR 2º  | MON Ret | ESP 2º  | CAN 7º  | FRA Ret | GBR 1º  | AUT 2º  | ALE 5º  | HUN 2º  | BEL 1º  | ITA 5º  | EUR Ret | MAL Ret | JAP Ret |         |         |        | 48     | 4º      |
| 1998 | West McLaren-Mercedes     | McLaren MP4/13  | Mercedes V10 | B     | AUS 2º  | BRA 2º  | ARG 6º  | SMR 1º  | ESP 2º  | MON Ret | CAN Ret | FRA 6º  | GBR Ret | AUT 2º  | ALE 2º  | HUN 2º  | BEL Ret | ITA Ret | LUX 3º  | JAP 3º  |         |         |        | 56     | 3º      |
| 1997 | West McLaren-Mercedes     | McLaren MP4/12  | Mercedes V10 | G     | AUS 1º  | BRA 10º | ARG Ret | SMR Ret | MON Ret | ESP 6º  | CAN 7º  | FRA 7º  | GBR 4º  | ALE Ret | HUN Ret | BEL Ret | ITA 1º  | AUT 2º  | LUX Ret | JAP 10º | EUR 2º  |         |        | 36     | 3º      |
| 1996 | Marlboro McLaren-Mercedes | McLaren MP4/11  | Mercedes V10 | G     | AUS Ret | BRA Ret | ARG 7º  | EUR 3º  | SMR Ret | MON 2º  | ESP Ret | CAN 4º  | FRA 6º  |         |         |         |         |         |         |         |         |         |        | 18     | 7º      |
| 1996 | Marlboro McLaren-Mercedes | McLaren MP4/11B | Mercedes V10 | G     |         |         |         |         |         |         |         |         |         | GBR 5º  | ALE 5º  | HUN Ret | BEL Ret | ITA Ret | POR 13º | JAP 8º  |         |         |        | 18     | 7º      |
| 1995 | Rothmans Williams Renault | Williams FW17   | Renault V10  | G     | BRA 2º  | ARG Ret | SMR 4º  | ESP Ret | MON Ret | CAN Ret | FRA 3º  | GBR 3º  | ALE 2º  | HUN 2º  | BEL Ret | ITA Ret |         |         |         |         |         |         |        | 49     | 3º      |
| 1995 | Rothmans Williams Renault | Williams FW17B  | Renault V10  | G     |         |         |         |         |         |         |         |         |         |         |         |         | POR 1º  | EUR 3º  | PAC 2º  | JAP Ret | AUS Ret |         |        | 49     | 3º      |
| 1994 | Rothmans Williams Renault | Williams FW16   | Renault V10  | G     |         |         |         |         | ESP Ret | CAN 5º  |         | GBR 5º  |         |         |         |         |         |         |         |         |         |         |        | 14     | 8º      |
| 1994 | Rothmans Williams Renault | Williams FW16B  | Renault V10  | G     |         |         |         |         |         |         |         |         | ALE Ret | HUN Ret | BEL 4º  | ITA 6º  | POR 2º  |         |         |         |         |         |        | 14     | 8º      |

## Vitórias por equipe
McLaren: 12

Williams: 1